# 汪汉国
汪汉国（1912年—？），广东揭西人，中华人民共和国政治人物。
担任劳模。揭阳县美德乡第一农业生产合作社主任。1954年，当选第一届全国人民代表大会代表。